# أوغوستا براون
أوغوستا براون (بالإنجليزية: Augusta Browne)‏ هي ملحنة أمريكية، ولدت في 1820، وتوفيت في 1882.

## وصلات خارجية
- أوغوستا براون على موقع ميوزك برينز (الإنجليزية)